# Angelica sachalinensis
Angelica sachalinensis là một loài thực vật có hoa trong họ Hoa tán. Loài này được Maxim. mô tả khoa học đầu tiên năm 1859.